# Giuseppe Toniolo
Giusseppe Toniolo (Treviso, 7 de marzo de 1845- Pisa, 7 de octubre de 1918) economista y sociólogo italiano, pionero de la sociología económica y artífice de la Democracia Cristiana en Italia. Beatificado por la Iglesia Católica (2012).
Para Toniolo, colaborador en la redacción de la encíclica Rerum Novarum, los sistemas políticos que no se basaban en Dios no pueden perdurar.

## Vida
Uno de los más grandes italianos de la época contemporánea fue el veneciano Toniolo. Hijo de un ingeniero, ya desde pequeño se aficionó a la lectura de libros de los nacionalistas Gioberti y Balbo, guardando por ello una cierta animadversión hacia Austria, la dominadora de su región veneciana. Por ello se entusiasmó con Polonia e Irlanda, naciones que luchaban por su independencia. El joven Giusseppe estudió derecho y se especializó en sociología económica, fue profesor en Padua, Módena y desde 1879, en la Universidad Pública de Pisa. Allí, consiguió por su carácter hacerse con el cariño de los alumnos y de sus compañeros. La Italia de entonces era la de la unificación liberal, que había enajenado al Papa sus estados. Sin embargo, nunca fue óbice para él, el ser un profesor fiel al Estado italiano, siempre que pudiese seguir siendo creyente de la Iglesia. 
Toniolo pensó que su catolicismo le llevaría a ser sacerdote, no obstante, se casaría y tendría siete hijos, a los cuales les explicaba la grandeza de Dios con ejemplos de la naturaleza. Su pensamiento se cimentó en Santo Tomás y el misticismo de Santa Teresa, de la cual era un gran devoto. De aquí le vino, el considerar a las relaciones económicas subordinada a la justicia, como creía la escolástica. Además, se identificó con la tradición italiana que identificaba la ética con la economía y que miraba y consideraba la vida económica como un aspecto de la civilización, tradición que tenía su raíz en el temple equilibrado del genio italiano.
Para Toniolo, los sistemas políticos que no se basaban en Dios no podían perdurar, como eran el liberalismo y el socialismo. El perfecionamiento de la razón natural solo lo podía dar el ideal cristiano. Este tenía un gran valor social debido al ideal de fraternidad de los hombres. Para él, los hombres hacían el pueblo y la mentalidad del dinero lo atrofiaban, y de esta manera a la nación. El liberalismo y el socialismo reducían al pensamiento al nivel de la materia. El modo de resolverlo que dio Toniolo fue el siguiente:
- Representación proporcional de los partidos hasta que se instalase uno corporativo.
- Descentralización administrativa y autonomía comunal.
- Legislación protectora del trabajo.
- Protección a la familia, pequeña propiedad, propiedad comunal e intereses agrícolas.
- Organización de la sociedad en forma corporativa.
- Discriminación de entidades parásitas de la nación.
- Exención de impuestos, excepto el mínimo necesario.
- Represión de la usura, especulación bursátil y del interés legal del dinero.
- Tutela de las libertades civiles, políticas, reunión, cultura y de la educación religiosa y cívica del pueblo.

Toniolo fue el pionero de la sociología económica lo que le llevó a colaborar en la redacción de la encíclica Rerum Novarum de León XIII. 
Se convirtió en la cabeza de la Acción Católica en Italia, fundó la Revista Internacional de Ciencias Sociales, la Asociación de Mujeres Católicas y las Semanas Sociales para los trabajadores, a los cuales les dijo que se uniesen en Cristo. 
Siempre fue un hombre activo contra el divorcio, la escuela laica y a favor de la protección laboral de los trabajadores. En su lecho de muerte, apoyó a Agostino Gemelli en su labor de fundación de la Universidad Católica de Milán, su sueño, la formación de una élite católica. Su pensamiento fue uno de los pioneros en el corporativismo católico. En Italia, sus ideas se materializaron en la legislación laboral del ministro Alfredo Rocco, a quien Mussolini encomendó la instauración del corporativismo.
Fue declarado Venerable por Pablo VI el 14 de junio de 1971 y beatificado por Benedicto XVI el 29 de abril de 2012.

## Obras
- Tratado de economía social: la producción
- Orientaciones y conceptos sociales al comenzar el siglo XX
- Análisis del socialismo contemporáneo
- El concepto cristiano de la democracia
- Tratado de economía social
- Principales deberes del ciudadano cristiano: el buen ciudadano
- La producción